# Stoke Poges
Stoke Poges är en ort och civil parish i Storbritannien.   Den ligger i kommunen Buckinghamshire och riksdelen England, i den södra delen av landet, 30 km väster om huvudstaden London. Stoke Poges ligger 54 meter över havet och antalet invånare är 4 204.
Terrängen runt Stoke Poges är platt, och sluttar söderut. Runt Stoke Poges är det tätbefolkat, med 913 invånare per kvadratkilometer. Närmaste större samhälle är Slough, 3,9 km söder om Stoke Poges. Trakten runt Stoke Poges består till största delen av jordbruksmark.